# Mubarak-Moschee (Qadian)
Die Mubarak-Moschee (Urdu مسجدمبارک DMG Masǧid Mubārak, deutsch ‚Die Moschee der Gesegneten‘) in Qadian (Indien) wurde zwischen 1882 und 1883 von Mirza Ghulam Ahmad eröffnet. Es ist die erste Moschee der Ahmadiyya-Bewegung. Das Minarett, als Weißes Minarett bekannt, ist 32 Meter hoch. Heute ist die Moschee im Besitz der Ahmadiyya Muslim Jamaat.
Koordinaten: 31° 49′ 4″ N, 75° 23′ 31″ O